# Molvânia
Molvânia é um pais fictício localizado na Europa Oriental, do livro Molvanîa: a Land Untouched by Modern Dentistry, que parodia guias de viagens. No livro a Molvânia é descrita como um estado pós-soviético, "o berço da coqueluche " e "dona do reator nuclear mais antigo da Europa ". Foi criado pelos australianos Tom Gleisner, Santo Cilauro e Rob Sitch (conhecido localmente por The D-Generation e The Panel na Austrália). Junto com os outros volumes Jetlag Travel, Phaic Tăn de 2004 e San Sombrèro de 2006, o livro parodia tanto a linguagem do turismo patrimonial quanto o legado do colonialismo e do imperialismo. O livro foi criticado por promover estereótipos raciais.

## História
O livro se tornou um sucesso surpreendente após sua publicação inicial na Austrália, provocando uma guerra de lances pelos direitos internacionais de publicação. A Qantas até dirigiu o segmento de vídeo de meia hora produzido em associação com o livro em seus voos internacionais.

## Sobre Molvânia
A República da Molvânia é um composto de muitos dos piores estereótipos e clichês sobre o antigo Bloco Oriental e os estados pós-soviéticos. A localização exata de Molvânia nunca é especificada; diz-se que faz fronteira com a Hungria, Eslováquia e Eslovênia. A forma do país com suas divisões sugere fortemente a Moldávia, e o nome tem semelhanças (assim como a descrição do local pelos autores como "em algum lugar entre a Romênia e a favor do vento de Chernobyl"); também pode representar um país composto que consiste em partes da República Tcheca, Hungria, Polônia, Eslováquia, Ucrânia, Croácia e Sérvia). O livro menciona búlgaros, húngaros e talvez moldavos (romenos étnicos) como seus habitantes: "A população da Molvânia é composta por três grandes grupos étnicos: os Bulgs (68%) que vivem predominantemente no centro e sul, os Húngaros (29%) que habitam as cidades do norte e os Molvs (3%) que podem ser encontrado principalmente na prisão."
O livro descreve a nação como tendo sido um deserto desolado e estéril durante grande parte de sua história, semelhante à Rússia desde o século XII, dilacerado pela guerra civil e agitação étnica. Eventualmente, as várias facções em guerra na Molvânia foram unidas como um único reino, governado por uma série de reis despóticos cruéis. No final do século XIX, a monarquia foi derrubada, mas a família real permaneceu popular no exílio. Durante a Segunda Guerra Mundial, o país foi aliado da Alemanha nazista, e depois foi ocupado pela União Soviética, que montou um governo comunista fantoche. Após a queda do comunismo europeu na década de 1990, o país tornou-se uma ditadura dirigida por um governo corrupto com fortes laços com a máfia.
Molvânia é descrito como um país muito pobre e rural, fortemente poluído e geograficamente estéril. A infraestrutura é terrível, com necessidades como eletricidade, água potável e encanamento interno sendo achados raros, em grande parte devido à incompetência burocrática. Embora o guia de viagem tente sugerir o contrário, há pouco a fazer no país, os hotéis são minúsculos, imundos e dilapidados, a culinária étnica repugnante e as "atrações turísticas" chatas e superfaturadas.
O povo molvaniano é retratado como sendo geralmente rude, sujo e às vezes um pouco psicótico, com inúmeras crenças e tradições bizarras e ilógicas. O santo padroeiro do país é Fiodor.